# 德博拉·弗莱明
德博拉·弗莱明（英語：Deborah Fleming，1991年6月10日—），英国女子橄榄球运动员。她曾代表英格兰七人制代表队参加2018年英联邦运动会七人制橄榄球比赛，获得一枚铜牌。